# Lowick, Northamptonshire
Lowick är en ort och civil parish i Storbritannien.   Den ligger i grevskapet Northamptonshire och riksdelen England, i den sydöstra delen av landet, 100 km norr om huvudstaden London. Lowick ligger 50 meter över havet och antalet invånare är 298.
Terrängen runt Lowick är platt. Runt Lowick är det ganska tätbefolkat, med 160 invånare per kvadratkilometer. Närmaste större samhälle är Kettering, 11,9 km väster om Lowick. Trakten runt Lowick består till största delen av jordbruksmark.